# Resolució 2418 del Consell de Seguretat de les Nacions Unides
La Resolució 2418 del Consell de Seguretat de les Nacions Unides fou adoptada el 31 de maig de 2018. El Consell, actuant d'acord amb l'article 41 del Capítol VII de la Carta de les Nacions Unides, ha aprovat renovar durant 45 dies les sancions imposades en 2015 a totes les persones i organitzacions que obstaculitzen el procés de pau a Sudan del Sud, suggerint la possibilitat de considerar un embargament d'armes, si no s'assoleix cap acord viable.
La resolució fou aprovada per 9 vots a favor (Costa d'Ivori, França, Kuwait, Països Baixos, Perú, Polònia, Suècia, Regne Unit, Estats Units) i cap en contra, amb 6 abstencions (Bolívia, Xina, Etiòpia, Equatorial Guinea, Kazakhstan i Rússia).